# مرونة الأسرة
جزء مهم من تراث المرونة الأسرية هو مفهوم المرونة النفسية الفردية التي تنشأ من خلال العمل مع الأطفال مع التركيز على ما ساعدهم على أن يصبحوا مرنين في مواجهة الصعوبات. ظهرت المرونة الفردية بدايةً في مجال علم النفس المرضي التنموي مع سعي العلماء لتحديد خصائص الأطفال التي سمحت لهم بأداء مهامهم بشكل مقبول بعد المشكلات. وانتقلت المرونة الفردية تدريجياً إلى فهم العمليات المرتبطة بالتغلب على الشدائد، ثم إلى الوقاية والتدخل، أما الآن فتركز على دراسة كيفية تعزيز المرونة من خلال عوامل على مستويات متعددة من النظام «مثل الجزيئية والفردية والأسرة والمجتمع» ومن خلال استخدام النهج متعددة التخصصات «مثل الطبية والخدمات الاجتماعية والتعليم». وللمرونة أيضاً أصول في مجال علم النفس الإيجابي. وقد تغيرت تعاريف ومعاني مصطلح المرونة تدريجياً، من سمة شخصية إلى عملية ديناميكية للعائلات والأفراد والمجتمعات.
ظهر مفهوم المرونة الأسرية من خلال دمج الباحثين لأفكار من تصورات نظرية النظم العامة للأسرة ونظرية الإجهاد الأسري ومنظورات المرونة النفسية. هناك منهجان بارزان لمرونة الأسرة هما النظر إلى العائلات على أنها سياق للمرونة الفردية والنظر للأسر كنظم. في مجال العلاج الأسري يُستخدم منهج التعامل مع الأسر كنظم في مرونة الأسرة غالبًا، وهذا استناداً إلى الافتراض بأن المخاطر الكبيرة وآليات الحماية والتكيف الإيجابي تحدث على مستويات متعددة من النظام المترابط «الفرد أو النظام الفرعي أو النظام أو النظام البيئي». وبالتالي فالمرونة الأسرية تتضمن تطبيق مفاهيم مثل المرونة والتكيف والتعامل مع الضغوط أو مع المشاكل الكبرى من منظور أنظمة الأسرة.

## التعريف
وُجد أن مرونة أفراد الأسرة هي أحد العوامل الشائعة التي ترتبط بالنجاح في التكيف والتأقلم. يمكن تعريف المرونة بشكل عام على أنها القدرة على «الارتداد» إلى الأداء الصحي عند مواجهة الضغوطات والأحداث الهامة. وبُحث مفهوم المرونة بشكل كبير لدى المراهقين، ويتضمن الآن سمات وسلوكيات شخصية محددة تعرف باسم عوامل الحماية والاستشفاء. في السابق ركز الباحثون على تحديد خصائص الأفراد المرنين وبدأوا باستكشاف إمكانية مرونة الأسرة وتكيف الأسرة مع الضغط. ويركز الباحثون حالياً على تدخلات محددة لزيادة المرونة في الوحدة الأسرية، مع مراعاة العوامل الوراثية والبيئية ذات الصلة.
هناك تعريفات متنوعة لماهية المرونة و/أو مرونة الأسرة. تُعرّف الشبكة الوطنية لمرونة الأسرة المرونة بأنها «قدرة الأسرة على تنمية مواطن القوة لمواجهة تحديات الحياة بشكل إيجابي». ويعرف أتكينسون ومارتن ورانكين المرونة على أنها «القدرة على الارتداد والحصول على نتائج أفضل للصحة البدنية والعقلية». وافترض ماككوبين وماككوبين في مجال مرونة الأسرة أن «المرونة الأسرية تتضمن سمات الأسر وأبعادها وخصائصها التي تساعدها على مواجهة الاضطرابات في وجه التغيير والقدرة على التكيف في وجه الأزمات».
باستخدام مزيج من العمل المذكور سابقاً، يمكن تعريف المرونة الأسرية بشكل عام على أنها: عملية ديناميكية للعائلات التي تعرضت لضغوط أو معاناة كبيرة تتطلب عوامل حماية واستشفاء تحددها الأسرة على أنها مفيدة لتعزيز المواجهة الصحية في الأسرة والأفراد الذين يعدون أنفسهم من ضمن الأسرة. وفي العدد الخاص الصادر في فبراير عام 2015 من مجلة العلاقات الأسرية حول المرونة الفردية والعائلية يقدم المؤلفون مجموعة متنوعة من تعريفات المرونة الأسرية. على سبيل المثال يعرف ماستن ومون «الصفحة 6» المرونة على أنها «القدرة على التكيف بنجاح في سياق المِحَن».

## الأبحاث
دُرست المرونة والمرونة الأسرية في سياق أسس نظرية مختلفة. ومن ضمنها نظرية باندورا للفعالية الذاتية ونظرية لازاروس للإجهاد وإطار مرونة الأسرة من فروما والش ونموذج ماككوبين وباترسون للإجهاد الأسري والمرونة. تنبع نظرية الإجهاد العائلي من نموذج الأنظمة الأسرية الذي يعتبر جميع أفراد الأسرة مهمين وكنظام تكون فيه جميع الأطراف والتفاعلات بين تلك الأطراف مهمة. وقد جرى تبني نموذج ماككوبين وماككوبين للإجهاد الأسري والمرونة في مجال تمريض الأسرة بسبب استخدامه في العائلات المتنوعة وبسبب ارتباطه بنموذج تمريض الشخص والبيئة والصحة والتمريض، وتدعم هذه العلاقة النظرية القوية بالمرونة والتمريض الفائدة من التمريض والذي يركز على رعاية مختلف الأسر والأفراد بطريقة كلية.
اقترح كل من هنري وموريس وهاريست نموذج المرونة الأسرية الشامل «إف أر إم» كنموذج عام لمرونة الأسرة التي تلائم النماذج الحالية كطرق يُنظر من خلالها إلى مرونة الأسرة. استناداً إلى مراجعة المنحة الدراسية الخاصة بالمرونة الفردية والعائلية، طور هؤلاء المؤلفون إف أر إم لتضمين الأفكار الأساسية المستقاة من المرونة الفردية، ما يشير إلى أن المخاطر الكبيرة تزيد خطر النتائج السلبية. ويمكن تقليل هذا الخطر من خلال آليات الحماية، ما يزيد من احتمالية تحقيق نتائج إيجابية ، أو يزداد من خلال نقاط الضعف التي تتراكم لترفع احتمالية النتائج السلبية. ومع ذلك تحدث مخاطر كبيرة والحماية والضعف والنتائج «أو التكيف» في سياق معاني الأسرة، وأنظمة التكيف الأسري «الأنظمة العاطفية وأنظمة التحكم وأنظمة الهوية وأنظمة الحفظ وأنظمة الاستجابة للإجهاد» في الأسرة المحددة، والنظم الايكولوجية على نطاق أوسع.
دُرست المرونة كمفهوم بشكل مكثف على المستوى الفردي لدى الأطفال الذين عانوا من ضغوط أو معاناة كبيرة. المرونة الأسرية هي مستوى آخر من المرونة يرتبط بالعلاقات المعقدة والعوامل البيئية. تشمل المجالات التي استخدمت أبحاث المرونة على علم النفس وعلم الاجتماع والطب النفسي والتمريض. ويُعد مفهوم المرونة جذاباً للعديد من المجالات ذات الصلة بالصحة نظراً بسبب كل ما بقي مجهولًا عن هذه العملية، ولإمكانية تقليل أو منع النتائج السلبية الحاصلة بسبب التجارب المهمة مع المِحَن. وبمجرد التفكير في كونها ببساطة سمة شخصية، أصبحت المرونة معروفة باسم عملية ديناميكية مع العديد من العوامل ذات الصلة التي يمكن أن تتغير خلال فترة حياة الفرد. وبسبب ارتباط المرونة أيضاً باختبار الضغوطات وإفضاءها في النهاية إلى تأقلم صحي، فيمكن إجراء الربط مع أدبيات المرونة وأدبيات الأسرة العسكرية وغير ذلك من أدبيات الإجهاد/التأقلم.

## الفرق مع المرونة الفردية
عوامل المرونة الفردية والعائلية ليست متشابهة بشكل دائم. إذ تتكون العوامل العائلية من إدارة الإجهاد ومهارات تنظيم العاطفة وتحديد الأهداف التعاونية وحل المشكلات. وفي المقابل فإن العوامل الفردية التي تعزز المرونة تشمل المطاوعة واستخدام الدعم الاجتماعي والعودة إلى الحالة الطبيعية والتوقعات العالية وحس الفكاهة والكفاءة الذاتية واحترام الذات. على الرغم من وجود عدد قليل من التدابير الصحيحة والموثوقة لقياس المرونة أو المرونة الأسرية على وجه التحديد، فقد ركز الكثير من العمل الحديث على قياس هذه الصفات للعائلات المرنة.
إن المرونة الأسرية هي نهج موجه نحو القوة يميل إلى التأكيد على النتائج الإيجابية على مستوى النظام الأسري الشامل وضمن النظم الأسرية وبين أفراد الأسرة، وفي تناسب النظام البيئي للأسرة والتعرف على المعاني الذاتية التي تستعين بها الأسر لفهم المخاطر والحماية والتكيف.